# 이능윤
이능윤(李能允, 1850년 ~ 1930년)은 조선 말기와 일제강점기의 성리학자이자 독립운동가이다. 자는 순일(舜一), 호는 곡포(谷圃), 본관은 여주(驪州)/여강(驪江)이다. 회재 이언적의 후손이다.

## 생애
조선 철종(哲宗) 1년인 1850년 경상북도 경주 양동에서 태어났다. 회재 이언적의 12세손이자 그의 넷째 손자인 수졸당 이의잠의 10세손으로 출생했다. 양동의 창은정사(蒼隱精舍)를 건립한 창은(蒼隱) 이남상(李南祥)의 손자이자, 1884년 제7차 영남만인소 소수(嶺南萬人疏 疏首)로 문행을 떨친 내곡(內谷) 이재교(李在嶠)의 조카이다. 창은정사 아래에 있는 아래에 있는 고택 곡포헌(谷圃軒)은 그의 호를 따온 것이다.
어려서는 조부 이남상에게서 수학했다. 또한 계당(溪堂) 류주목(柳疇睦)의 문인인 족숙 내헌(耐軒) 이재영(李在永), 입재(立齋) 정종로(鄭宗魯)의 학통을 이어받은 정헌 이종상의 문인이었던 백부 이재교에게 배우면서 이언적 - 이황 - 류성룡 - 정도응 - 박손경 - 정종로 등으로 이어지는 영남학파의 학문과 이언적 가학(家學)을 전수받았다. 세도정치기에 과거를 단념한 이후에는 성리학에 뜻을 두고 성현의 가르침을 실천하고 경전의 의미를 탐구하는 학문에만 전념하였다. 이후 1915년 옥산서원 원장에 선임되었으며, 1927년에는 도동서원 원장, 1929년에는 도산서원 원장에 천거되는 등 영남 유림의 영수로 추앙받았다.
1907년에는 대구의 김광제(金光濟)와 서상돈(徐相敦)에 의해 제창되어 양기탁의 대한매일신보사를 중심으로 전국적으로 확산되었던 국권회복운동 중 국채보상운동 임원으로 활동하였다.

## 저술과 학문세계
저서로 1969년 7권 3책 분량으로 간행된 곡포문집(谷圃文集)과 성리학 저술인 사칠이수기승론(四七理隨氣乘論), 심경강의(心經講義), 맹자강의(孟子講義), 성론(性論), 태극문변(太極問辨) 등이 있다.

## 추모
묘갈은 이황의 14대 종손인 춘고(春皐) 이원각(李源慤)이, 묘지는 서산 김흥락의 제자인 지암 남병기가 찬하였다. 문집의 서문은 중재(重齋) 김황(金榥)이 지었다.

## 가족관계
- 고조(高祖)
  - 이헌훈(李憲勳)
- 증조(曾祖)
  - 이정집(李鼎集)
- 조부(祖父)
  - 이남상(李南祥)
- 선고(先考)
  - 이재진(李在瑨)

## 참고 문헌
- 여주이씨족보(驪州李氏族譜), 곡포문집(谷圃文集).